# 雨
雨 (pluie) est un idéogramme composé de 8 traits et fondé sur 雨. Il est utilisé en tant que sinogramme et kanji japonais. Il fait partie des kyôiku kanji de 1re année.
En chinois, il se lit yǔ en pinyin. Il constitue une clé. 
En japonais, il se lit ウ (u) en lecture on et あめ (ame) en lecture kun.
Son caractère Unicode est 96E8.

## Exemples
En japonais :
- 雨水 (usui) : eau de pluie ;
- 大雨 (ōame) : pluie violente ;
- 小雨 (kosame) : bruine (« petite pluie »).